# خوزه مورسیا
خوزه «پپه» مورسیا گونسالس (اسپانیایی: José 'Pepe' Murcia González‎؛ زادهٔ ۳ دسامبر ۱۹۶۴) بازیکن فوتبال پیشین و سرمربی فوتبال اهل اسپانیا است.
از باشگاه‌هایی که در آن بازی کرده‌است می‌توان به کوردوبا اشاره کرد. وی سابقه مربیگری در تیمهای فوتبال جوانان کوردوبا، اتلتیکو مادرید بی، باشگاه فوتبال خزر جمهوری آذربایجان، سلتاویگو، آلباسته بالومپیه و لفسکی صوفیه را در کارنامه خود دارد.